# Nosliw Rodríguez
Nosliw Rodríguez Franco (26 tháng 10 năm 1988) là một chính trị gia Venezuela. Nosliw là phó của Quốc hội Cojedes. Cô hiện là thành viên của Quốc hội lập hiến 2017.

## Sự nghiệp
Cô tốt nghiệp ngành kỹ thuật dân dụng tại Đại học Carabobo. Cô là một chiến binh của Đảng Xã hội Thống nhất Venezuela (PSUV bằng tiếng Tây Ban Nha), từ hàng ngũ Thanh niên của Đảng Xã hội Thống nhất Venezuela (JPSUV), bắt đầu nhiệm vụ của mình trong đội chính trị thành phố Lima Blanco, sau đó được thăng chức cho đội nhà nước chính trị ở Cojedes. Đã ở trong PSUV, cô đảm nhận vai trò lãnh đạo phòng tình huống ở thành phố Lima Blanco, cũng như khu vực tổ chức của đảng Chávez ở bang Cojedes. Cô hiện là thư ký nhà nước của Thanh niên Đảng Xã hội Thống nhất Venezuela, điều phối viên của các cơ sở của mạch của cô và là điều phối viên của Tập đoàn Công nghiệp Trung cấp Venezuela (CORPIVENSA).
Trong cuộc bầu cử quốc hội năm 2015, Nosliw giành được ứng cử viên danh nghĩa cho Cực yêu nước của vòng đua thứ hai của Cojedes, được thành lập bởi các thành phố Tinaquillo, Lima Blanco, Tinaco, Girardot và Pao de San Juan Bautista, giành được 54% số phiếu. Cô là thành viên của Ủy ban Khoa học, Công nghệ và Sáng tạo Thường trực của Quốc hội. Năm 2016, cô tuyên bố "chúng tôi không có tình trạng suy dinh dưỡng cao" trong một cuộc phỏng vấn ở Globovisión, nói rằng "bạn thậm chí biết điều đó, chỉ là bạn cho phép mình chứa đầy rác truyền thông quốc gia và quốc tế". Năm 2017, bà đảm bảo rằng "tất cả các hành động và quyết định được thực hiện từ Quốc hội là hoàn toàn vô hiệu" do sự từ chối của Tòa án Công lý Tối cao. Vào ngày 30 tháng 7 năm 2017, cô được bầu làm đại biểu Quốc hội lập hiến 2017.